# Ostré
Ostré (německy Neuland) je malá vesnice, část města Úštěk v okrese Litoměřice, 2,5 kilometru východně od vlastního Úštěka.

## Historie
První písemná zmínka o vesnici pochází z roku 1426.

## Obyvatelstvo
Při sčítání lidu v roce 1921 zde žilo 191 obyvatel (z toho 92 mužů) německé národnosti, kteří byli, s výjimkou jednoho evangelíka jednoho člena nezjišťovaných církví, římskými katolíky. Podle sčítání lidu z roku 1930 měla vesnice 193 obyvatel: dva Čechoslováky a 191 Němců. Kromě dvou evangelíků se hlásili k římskokatolické církvi.
|                                                                | 1869 | 1880 | 1890 | 1900 | 1910 | 1921 | 1930 | 1950 | 1961 | 1970 | 1980 | 1991 | 2001 | 2011 |
| -------------------------------------------------------------- | ---- | ---- | ---- | ---- | ---- | ---- | ---- | ---- | ---- | ---- | ---- | ---- | ---- | ---- |
| Obyvatelé                                                      | 201  | 195  | 192  | 208  | 204  | 191  | 193  | 114  | 96   | 99   | 90   | 61   | 64   | 75   |
| Domy                                                           | 42   | 45   | 44   | 44   | 44   | 43   | 43   | 29   | 21   | 20   | 22   | 24   | 30   | 31   |
| Počet domů z roku 1961 je zahrnut v domech místní části Úštěk. |      |      |      |      |      |      |      |      |      |      |      |      |      |      |

## Pamětihodnosti

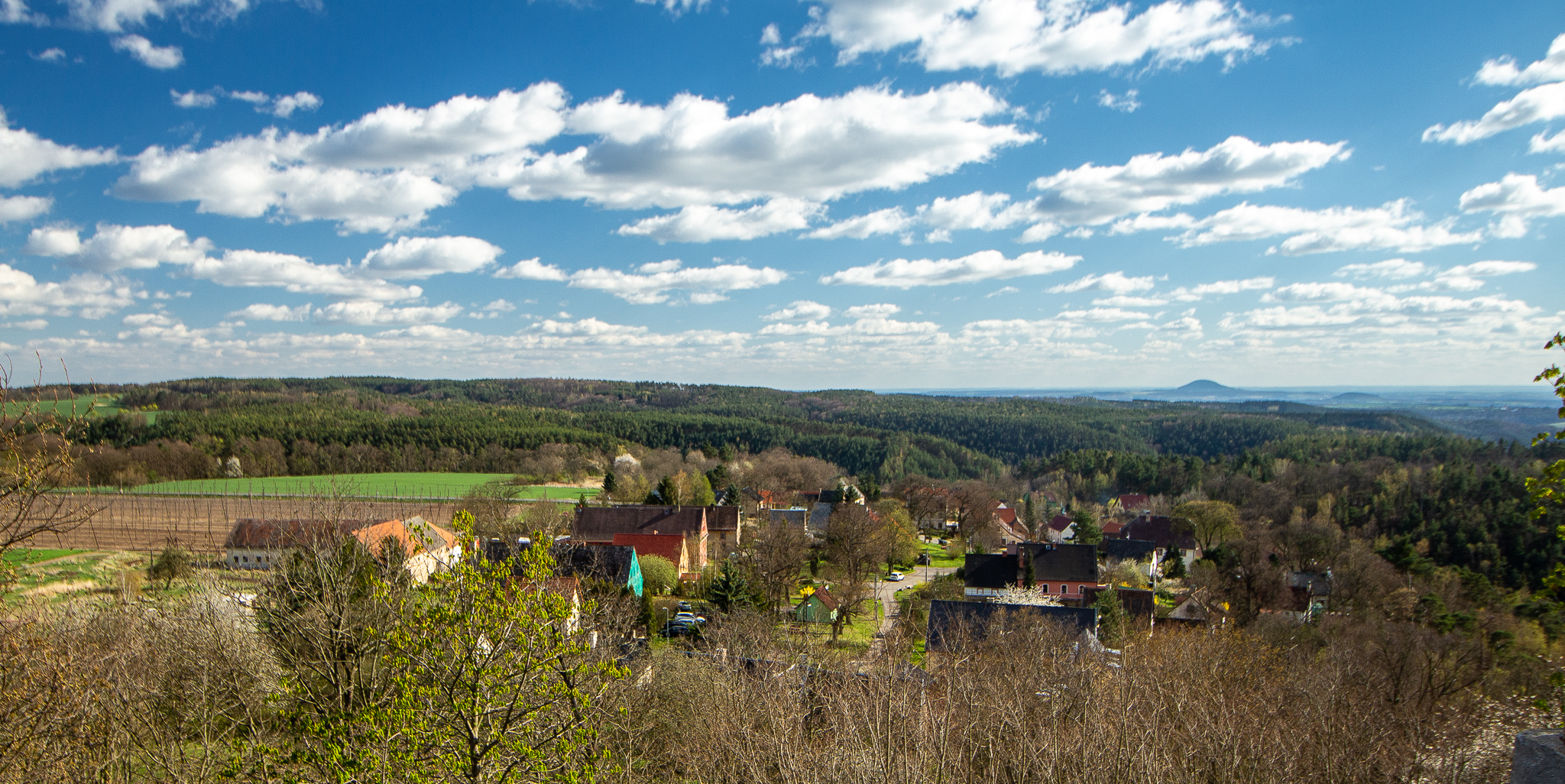
Panorama od kalvárie

Ve vsi jsou zachovány hodnotné stavby lidové architektury. Nad obcí se nachází návrší Kalvárie se skupinou tří kaplí od O. Broggia z počátku 18. století, které nechal postavit Václav Růžička, hejtman panství se sídlem v Liběšicích. Na schodišti ke kaplím jsou zachovány zbytky pískovcových soch, ze vsi vede na vrchol kopce křížová cesta se 14 zastaveními. 
Areál značně zpustl po II. světové válce a následném vysídlení původních obyvatel, po roce 2000 začala péčí místních nadšenců jeho postupná obnova (od roku 2006 má areál v dlouhodobém pronájmu Společnost pro obnovu památek Úštěcka).